# Jordanka-torony (Wawel)

A Jordanka-torony helye a Wawelben

A Jordanka-torony (lengyelül: Wieża Jordanka) a krakkói Wawel királyi palotájának egyik lakótornya, a palota keleti szárnyán épült gótikus stílusban. A 14. században építették Nagy Kázmér lengyel király utasítására. Eredetileg védelmi célokat szolgált, később ezt a funkcióját elvesztette. 1520 és 1533 között a torony felső részét átépítették. Napjainkban a királyi palota múzeumának része, több mint 60 gótikus és reneszánsz olasz festmény van kiállítva benne.

## Külső hivatkozások
- Kazimierz Kuczman: Wzgórze Wawelskie: Przewodnik; Krakkó, 1988.
- Krakkó - képes útikönyv, Kier Kiadó, Krakkó 2006.